# Af40
af40 – polski projekt studyjny poświęcony muzyce elektronicznej, funkcjonujący od 1992.

## Muzycy

### Obecny skład zespołu
Członkowie projektu od samego początku postanowili zachować anonimowość i posługują się wspólnym pseudonimem af40.
- af40 - programowanie komputera, syntezatory, instrumenty klawiszowe, gitara, mandolina, śpiew

## Historia
Projekt powstał w 1992 w wyniku fascynacji współczesną techniką komputerową i możliwościami zastosowania jej jako platformy artystycznej. Bezpośrednim bodźcem powstania projektu była twórczość zespołów z kręgu rocka elektronicznego lat 70. i 80. XX wieku, pod wpływem której członkowie af40 pozostają do dzisiaj. Instrumentarium zespołu zawsze składało się z komputera, jako głównego źródła dźwięku: początkowo C64, następnie Amigi i PC-ta. Z czasem af40 wzbogacił brzmienie o syntezatory takie jak Roland D-10, microKorg i Waldorf Blofeld. af40 korzysta także z samplingu i zwykle podaje na okładce płyty źródło pochodzenia wykorzystanych próbek. Rzadko używane wokale są przetworzone przez vocoder lub inne efekty, np. overdrive.
Większość płyt af40 to albumy koncepcyjne poświęcone jednemu tematowi lub konwencji, np. wydany w 2005 roku Frontier składał się z 10 utworów, których tytuły odpowiadały polskim przejściom granicznym, a wydany w kolejnym roku Patterns składał się z 19-częściowej suity jako swoisty hołd dla klasycznych dzieł muzyki elektronicznej (Tangerine Dream, Klaus Schulze).
W 2008 roku af40 nagrał cover album „Na drugim brzegu tęczy” z dorobku Breakout, na którym zawarł utwory inspirowane oryginalnymi kompozycjami.
af40 nie występuje na żywo i nie jest przedsięwzięciem komercyjnym.

## Dyskografia
- 1992 Kill The Samplers!
- 1993 Fight
- 1995 The Unexisted Movie OST
- 2001 Spell
- 2002 15 (EP)
- 2003 Clones (album z remiksami)
- 2005 Frontier
  - 2005 Jakuszyce (singiel)
  - 2005 Świnoujście (singiel)

- 2005 Meseritz - Topper
- 2006 Patterns
- 2007 üßă
- 2008 Na drugim brzegu tęczy (cover album)
- 2012 Happy Hour
- 2015 Life After the End of the World

## Wideografia
- 2005 af40 - short stories